# 59 Batalion Łączności

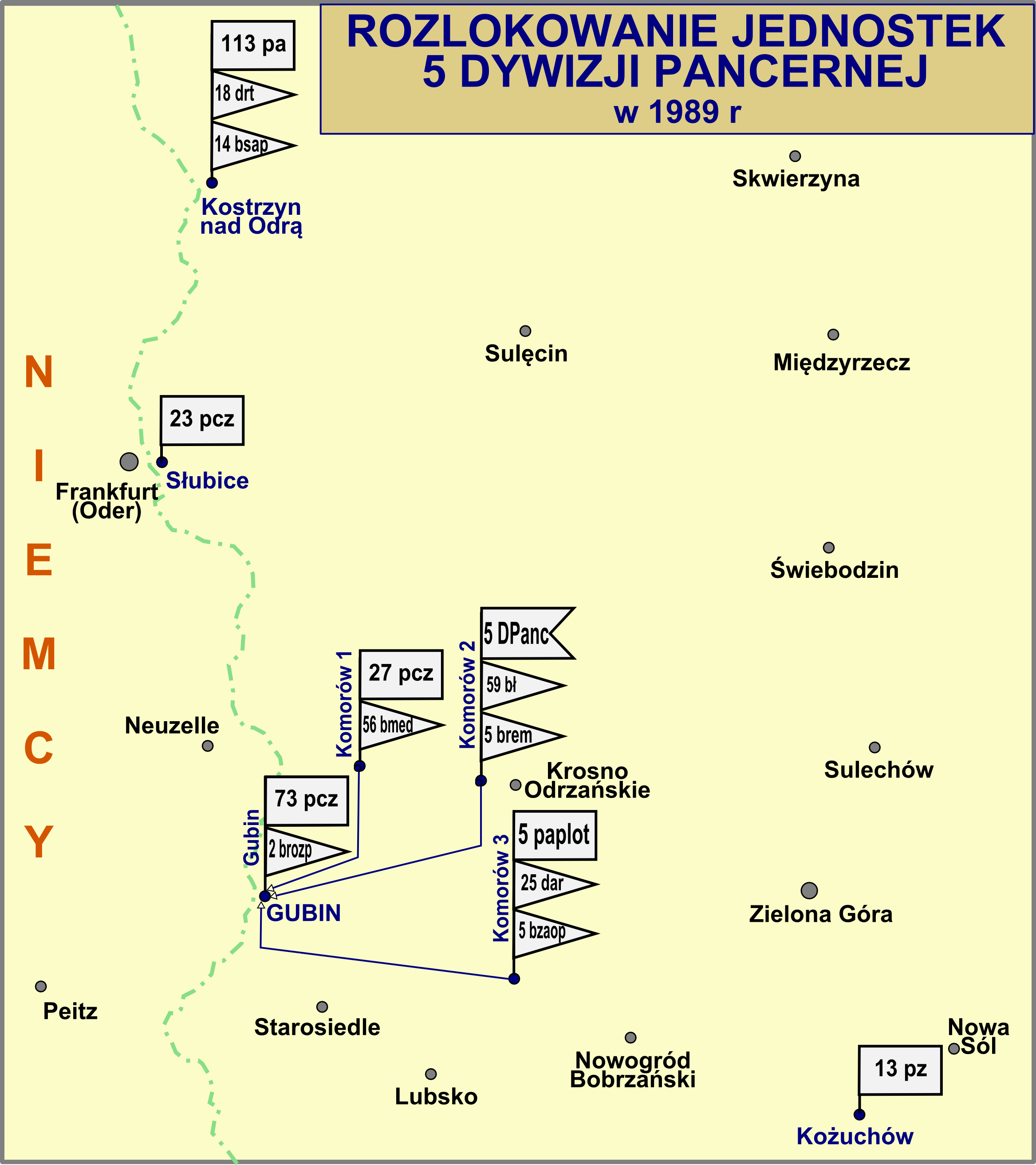
Rozlokowanie 5 DPanc w 1989

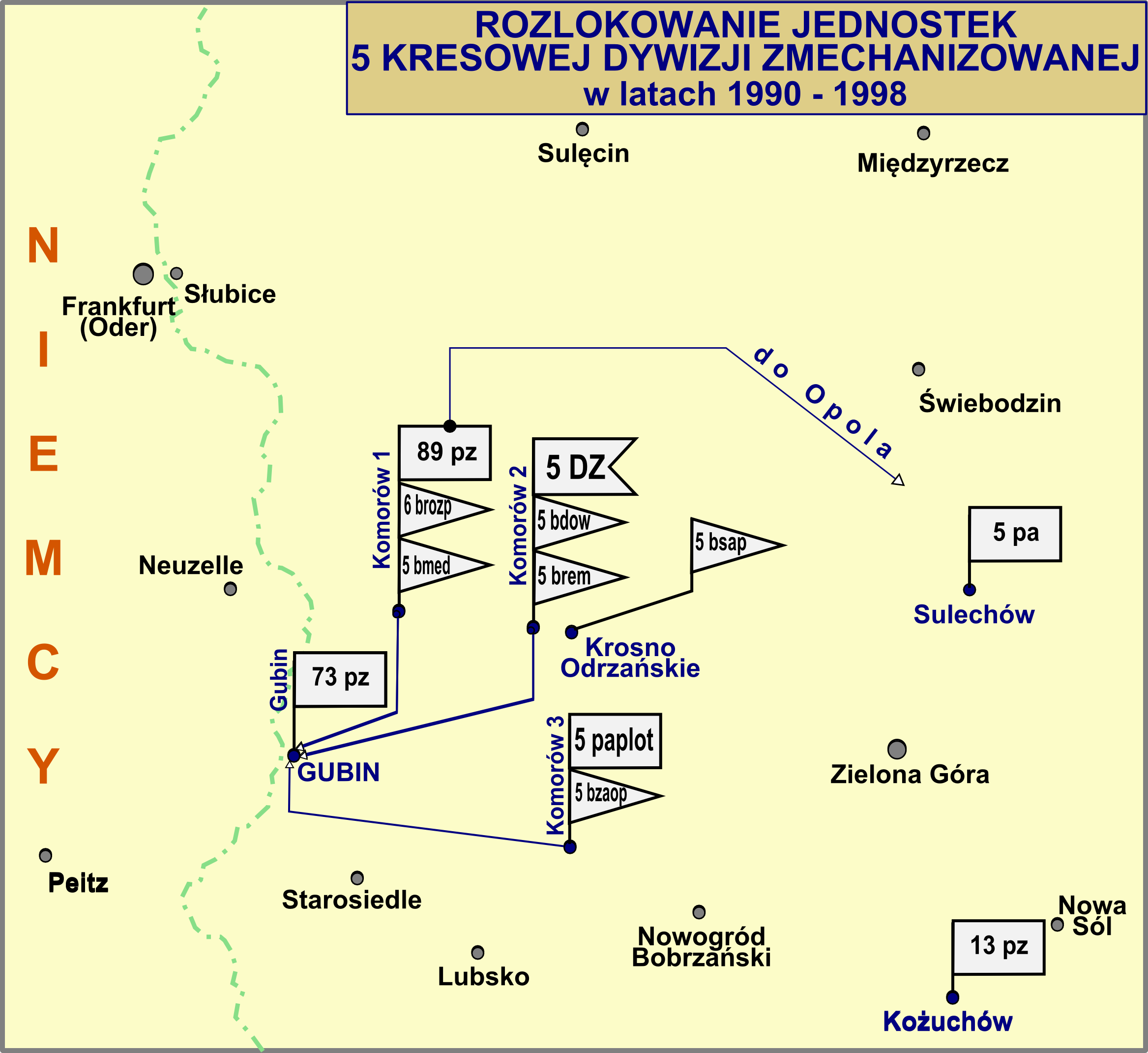
Rozlokowanie jednostek 5 DZ

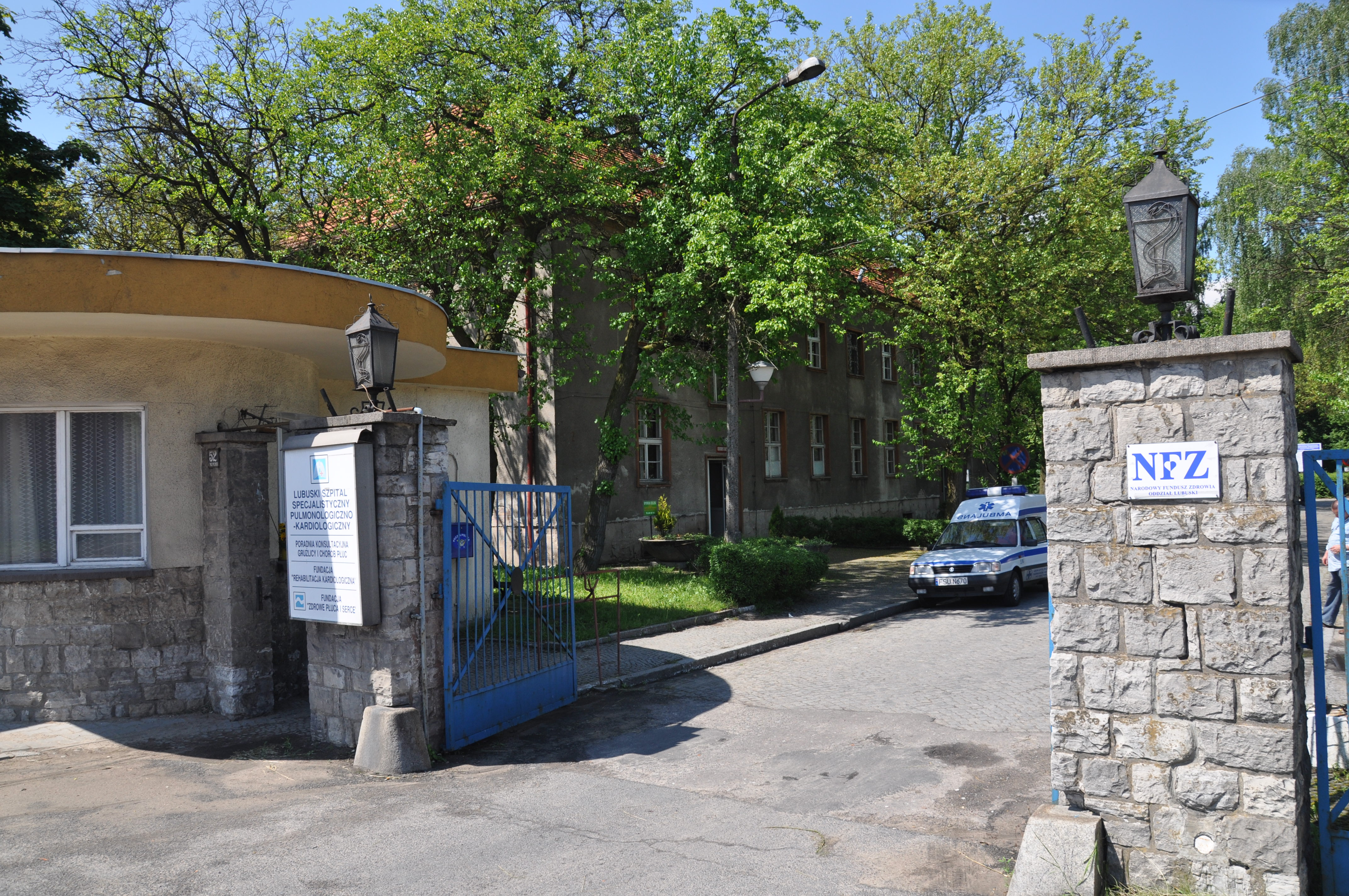
Torzym – w tych koszarach stacjonował batalion do 1953

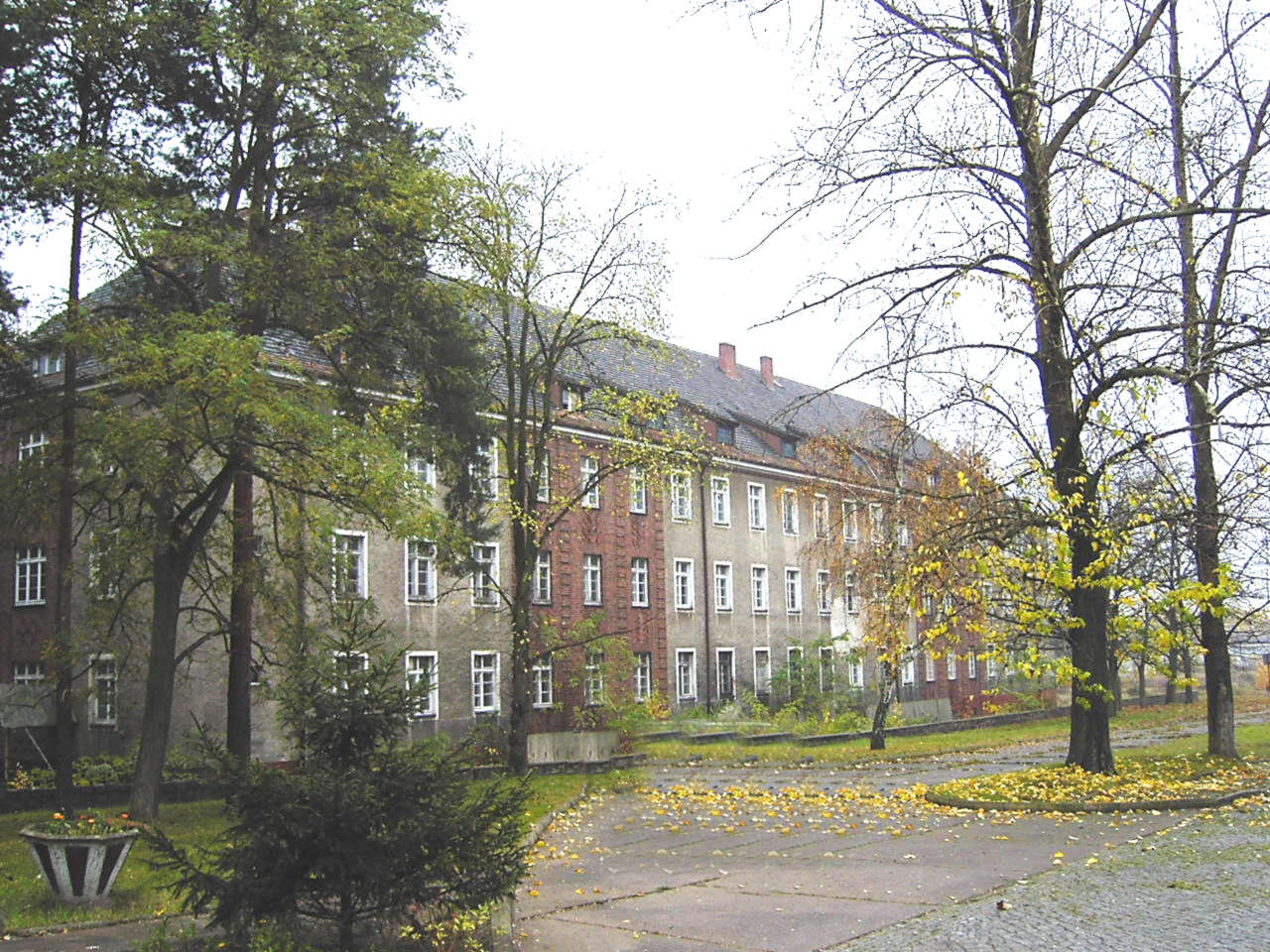
Gubin – w tym budynku stacjonował batalion od 1953.

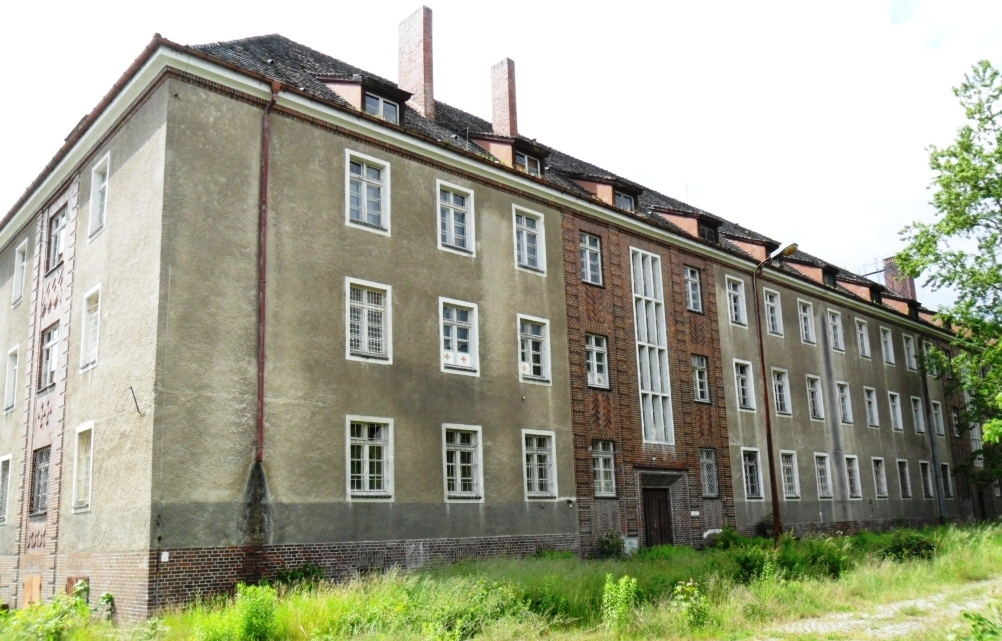
Budynek sztabu 59 batalionu łączności

59 batalion łączności (59 bł) – samodzielny pododdział  łączności ludowego Wojska Polskiego i okresu transformacji ustrojowej.
Sformowany w 1951 w Torzymiu w składzie 19 Dywizji Zmechanizowanej
Od 1957 batalion wchodził w skład 5 Saskiej Dywizji Pancernej. Stacjonował w garnizonie Gubin- Komorów. Z dniem 1 stycznia 1995 roku 59 bł został przeformowany w 5 bdow.

## Formowanie i zmiany organizacyjne
Batalion sformowany został w 1951 na bazie plutonu kompanii szkolnej 34 batalionu łączności według etatu 5/79. Jednostka organizowała się w garnizonie Torzym, w składzie 19 Dywizji Zmechanizowanej. Początkowo posiadała 205 żołnierzy i 3 pracowników cywilnych i zajmowała blok nr 3 przy ówczesnej ul. Stalingradzkiej.
W końcu 1952 prowadzona była w Wojsku Polskim częściowa redukcja. 59 batalion łączności został przeformowany na etat 5/101 o stanie 187 żołnierzy i 3 pracowników cywilnych. Zgodnie z rozkazem Ministra Obrony Narodowej nr 0079/Oper. z 7 lipca 1953 batalion przeniesiony został do Gubina-Komorowa i zakwaterowany w koszarach po 18 pułku moździerzy, który został przeniesiony do Torzymia. W 1955 19 DZ przeszła na etaty dywizji pancernej, a batalion otrzymał etat 5/175 o stanie osobowym 227 żołnierzy i 5 pracowników cywilnych. W 1957 nastąpiła kolejna redukcja armii. Rozformowana została 5 Saska Dywizja Piechoty, a rozkazem ministra obrony narodowej nr 0025/Org. z 2 kwietnia 1957 roku 19 Dywizja Pancerna została przeformowana i przemianowana na 5 Saską Dywizję Pancerną. 59 batalion łączności pozostał w składzie dywizji i przeszedł na etat 5/198 o stanie osobowym 208 żołnierzy i 15 pracowników cywilnych.

## Dowódcy batalionu
| Dowódcy batalionu         | Dowódcy batalionu      |
| Stopień, imię i nazwisko  | Okres pełnienia służby |
| ------------------------- | ---------------------- |
| kpt. Henryk Paszowski     | 1951–1952              |
| ppłk Michał Golińczak     | 1952 – 1968            |
| ppłk Marian Kaczmarek     | 1968–1970              |
| ppłk Józef Dworczak       | 1970–1977              |
| ppłk Michał Szymaniec     | 1977–1985              |
| mjr Długopolski           | 1985-1987              |
| mjr Marceli Mystek        | do 1989                |
| mjr Piotr Golik           | 1989–1992              |
| mjr dypl. Jan Gortych     | 1992–1993              |
| mjr dypl. Krzysztof Hajek | 1993-1994              |
| kpt. dypl. Zygmunt Malec  | 1994−1998              |

## Struktura organizacyjna
Dowództwo i sztab
- stacja szyfrowa
- kompania radiowa
  - pluton wozów dowodzenia
  - 1 pluton radiowy
  - 2 pluton radiowy
- kompania telefoniczno – telegraficzna
  - pluton transmisji informacji
  - pluton radioliniowo – kablowy
  - pluton łączności wewnętrznej i zasilania
- pluton łączności Tyłowego Stanowiska Dowodzenia
- Wojskowa Stacja Pocztowa
- pluton remontowy
- pluton zaopatrzenia
- pluton medyczny